# Uchiza
Uchiza es una localidad peruana ubicada en la región San Martín, provincia de Tocache, distrito de Uchiza. Es asimismo capital del distrito del mismo nombre. Se encuentra a una altitud de 579 m s. n. m. Alcanzaba una población de 22 442 habitantes en 2007.

## Galería

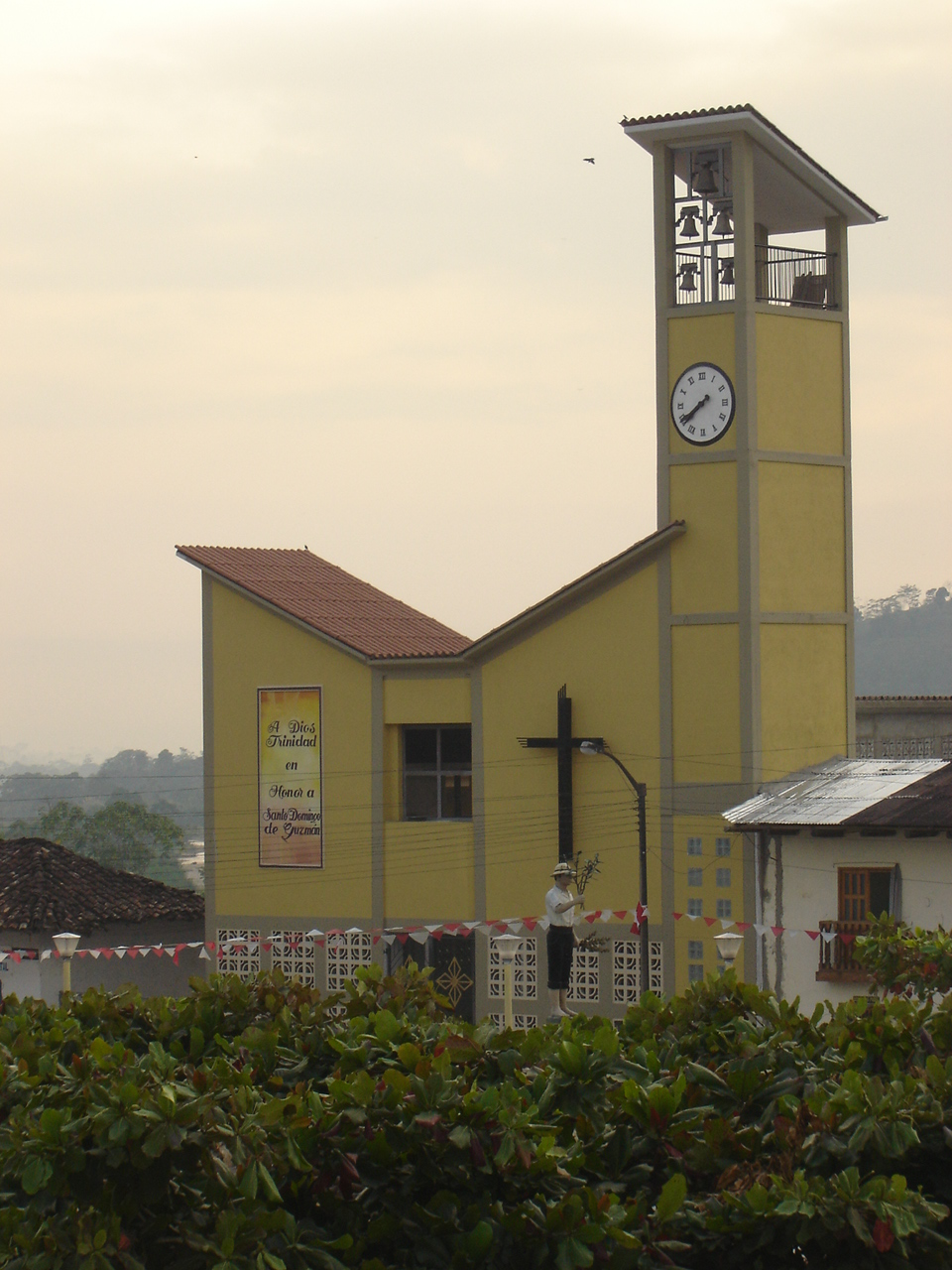
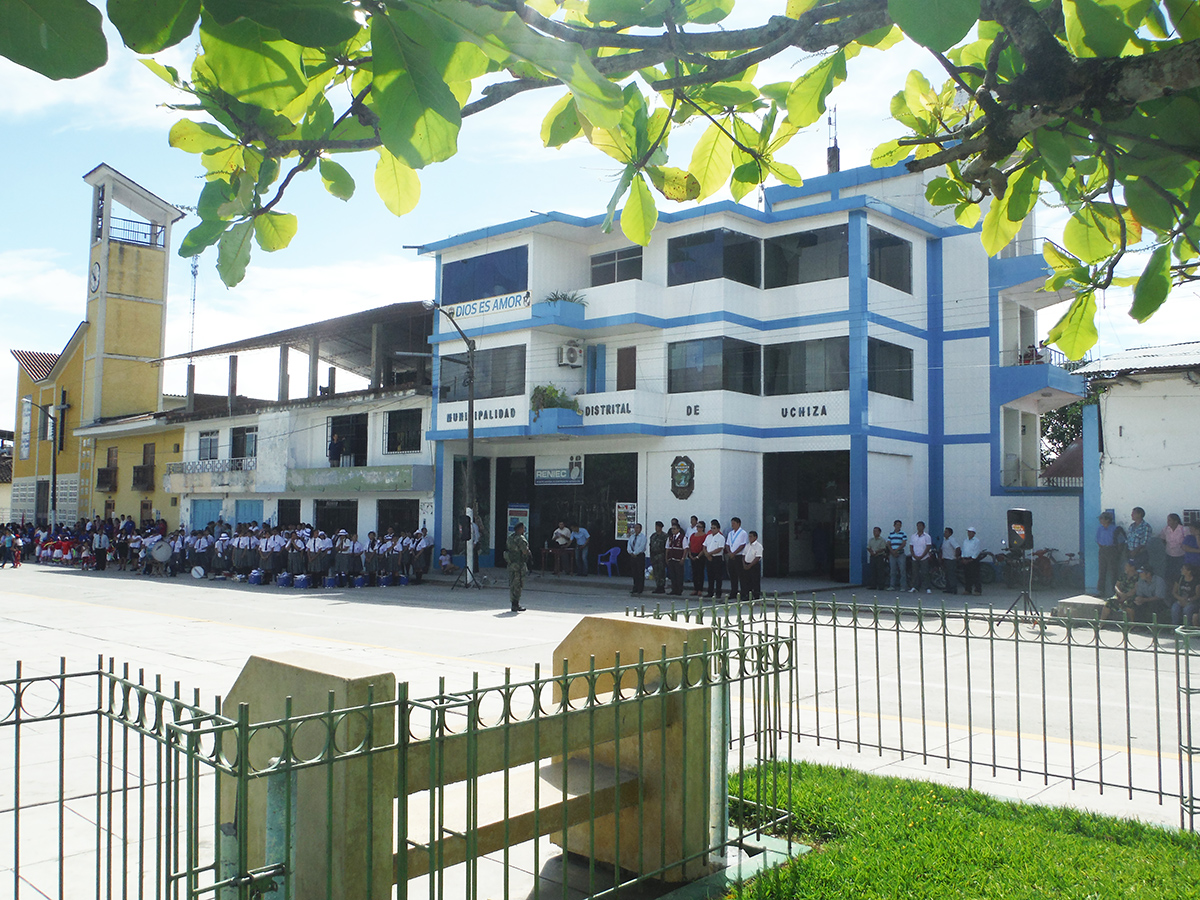
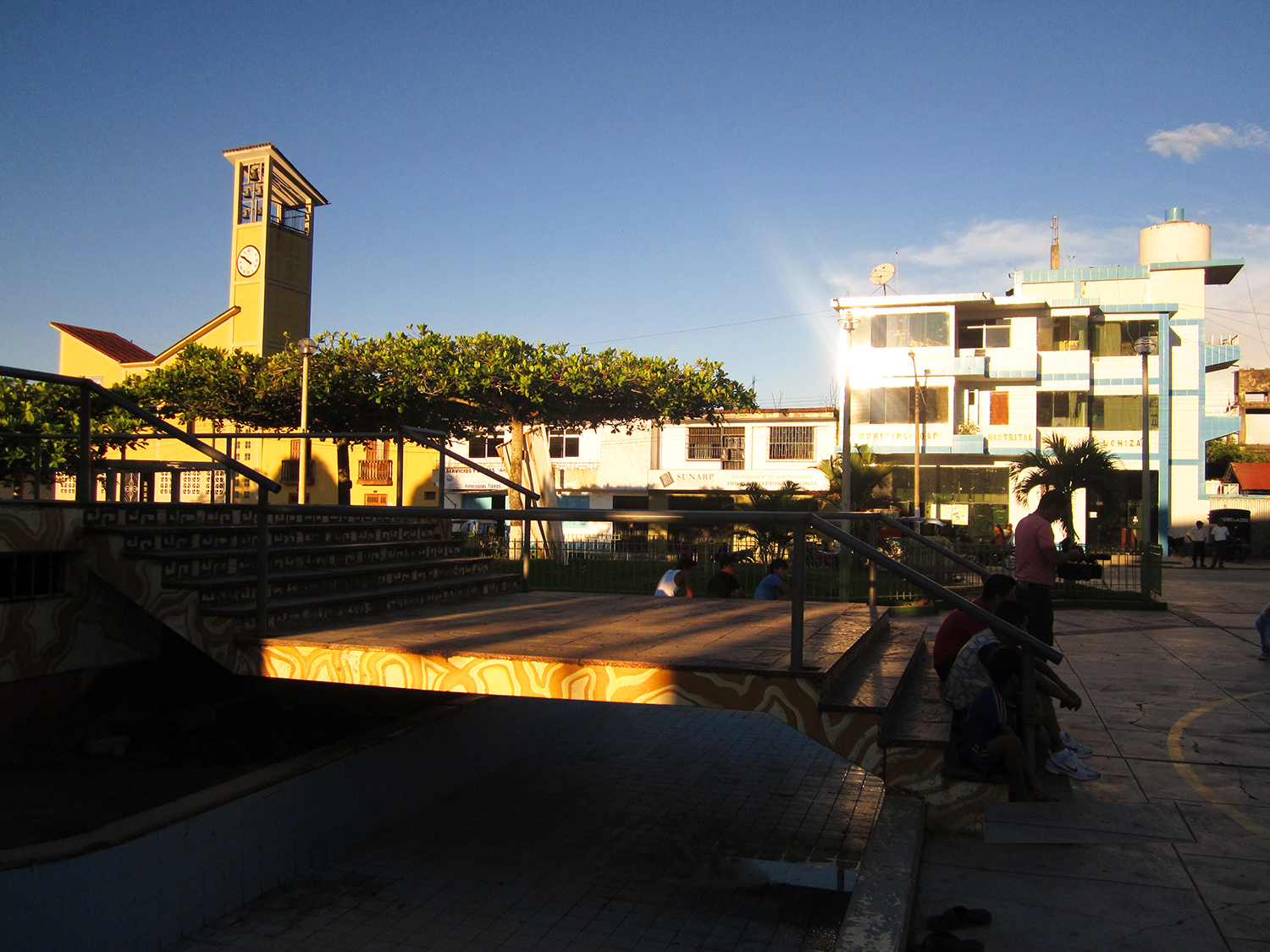
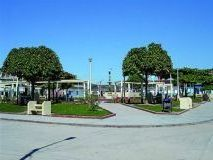

## Clima
| Parámetros climáticos promedio de Uchiza | Parámetros climáticos promedio de Uchiza | Parámetros climáticos promedio de Uchiza | Parámetros climáticos promedio de Uchiza | Parámetros climáticos promedio de Uchiza | Parámetros climáticos promedio de Uchiza | Parámetros climáticos promedio de Uchiza | Parámetros climáticos promedio de Uchiza | Parámetros climáticos promedio de Uchiza | Parámetros climáticos promedio de Uchiza | Parámetros climáticos promedio de Uchiza | Parámetros climáticos promedio de Uchiza | Parámetros climáticos promedio de Uchiza | Parámetros climáticos promedio de Uchiza |
| Mes                                      | Ene.                                     | Feb.                                     | Mar.                                     | Abr.                                     | May.                                     | Jun.                                     | Jul.                                     | Ago.                                     | Sep.                                     | Oct.                                     | Nov.                                     | Dic.                                     | Anual                                    |
| ---------------------------------------- | ---------------------------------------- | ---------------------------------------- | ---------------------------------------- | ---------------------------------------- | ---------------------------------------- | ---------------------------------------- | ---------------------------------------- | ---------------------------------------- | ---------------------------------------- | ---------------------------------------- | ---------------------------------------- | ---------------------------------------- | ---------------------------------------- |
| Temp. máx. media (°C)                    | 30.5                                     | 30.3                                     | 30.5                                     | 30.3                                     | 30.2                                     | 29.9                                     | 30.1                                     | 30.4                                     | 30.6                                     | 30.6                                     | 30.7                                     | 30.7                                     | 30.4                                     |
| Temp. media (°C)                         | 24.6                                     | 24.5                                     | 24.6                                     | 24.4                                     | 24.1                                     | 23.4                                     | 23.5                                     | 23.6                                     | 24                                       | 24.2                                     | 24.6                                     | 24.7                                     | 24.2                                     |
| Temp. mín. media (°C)                    | 18.8                                     | 18.8                                     | 18.8                                     | 18.6                                     | 18.1                                     | 17                                       | 16.9                                     | 16.9                                     | 17.5                                     | 17.9                                     | 18.5                                     | 18.8                                     | 18.1                                     |
| Fuente: climate-data.org                 |                                          |                                          |                                          |                                          |                                          |                                          |                                          |                                          |                                          |                                          |                                          |                                          |                                          |